# YU-JIN
YU-JIN（ゆーじん、2000年2月14日 - ）は、日本の作詞、作曲、編曲家、音楽プロデューサー。YUSVOX株式会社代表取締役。

## 人物
乃木坂46、櫻坂46、AKB48グループなどアイドルグループへの楽曲提供を行う。他には『ビットワールド』（NHK Eテレ）オリジナルミュージカルでの音楽制作アプリゲームの音楽制作まで幅広く手掛ける。YUSVOX代表取締役として楽曲提供だけではなく、アーティスト、作家のマネジメントやアイドル事務所向けにプロモーションサポートを行っている。

## 提供作品
アイドル革命
- ユメイロ花束（作曲・編曲）

あやみん
- ぜんぶ夏のせい（作曲・編曲）

ARISA
- one（編曲）
- ラブソング（編曲）
- Spark（編曲）
- 忘れられそうにないって（アコースティックギター）

=LOVE
- フラジャイル（編曲）

伊東杏
- はるか（編曲）

上野優華
- フラッシュバック（編曲）

エイアイカ
- 存在証明（作曲・編曲）
- アイドルの定義（作曲・編曲）
- お店探しはテンポリー（作曲・編曲）[注 1]
- 昔の彼女が私に似てるってバカじゃない？（作曲・編曲）
- さよならサマーリフレイン（作曲・編曲）

AKB48グループ
- SKE48
  - 世界のスーパーヒーロー（作曲・編曲）[注 2]
  - 仲間よ（作曲・編曲）[注 3]

- HKT48
  - ビーサンはなぜなくなるのか?（作曲・編曲）

鹿沼亜美
- 小さな光（編曲）

COLOR'z
- エトワール（編曲）[注 4]

きみとぴあ！
- メチャ☆はぴ sweet sweet friend！（編曲）

Glim Assembler
- ゼロからイチへ（作詞・作曲・編曲）

近藤利樹
- ミカヅキ（共作曲・編曲）（作曲は近藤利樹と共作）
- こまりわらい（共作曲）（作曲は横井香菜と共作）[注 5]

坂道シリーズ
- 乃木坂46
  - 明日がある理由（作曲・編曲）[注 6]

- 櫻坂46
  - 偶然の答え（作曲）

ザ・コインロッカーズ
- 仮病（作曲・編曲）[注 7]
- 小田急線（作曲・編曲）
- ステージ（作詞・作曲・編曲）
- アイスちょうだい（作曲・編曲）

清水あきひろ
- 最愛の君へ（編曲）

純情セレナード
- 好きだよ！（作詞・作曲・編曲）
- 夢を超えて（作詞・作曲・編曲）
- 恋するリボン（作詞・作曲・編曲）
- サヨナラが言えなくて（作詞・作曲・編曲）

Stella!
- Fly High!（作曲・編曲）

STELLA STELLA
- 青春の旋律（作詞・作曲・編曲）
- 青（作詞・作曲・編曲）
- 好きかも...？（作詞・作曲・編曲）
- STELLA（作詞・作曲・編曲）[注 8]
- 声にして（作詞・作曲・編曲）
- 君は僕の一等星（作曲・編曲）[注 9]
- 走れ（作詞・作曲・編曲）
- 僕らしさ（作詞・作曲・編曲）

Sprout!!
- Flowering Prologue!!（作曲・編曲）

すべての瞬間は君だった。
- 花言葉（作曲・編曲）
- 僕のすべて（作曲・編曲）
- お願い！わがままメロガール♡ （共作曲・共編曲）（SHINと共作）
- すべきみ♡メモリー （共作曲・共編曲）（SHINと共作）
- 青春パズル（作曲・編曲）
- 運命のいたずらプリンセス（作曲・編曲）

青春高校3年C組
- また会いたいと思える友に、人生で何人巡り逢えるか?（作曲・編曲）

SAISON
- ポラリス（作曲・編曲）

ソラネルカンパニー
- 僕は弱い虫（作詞・作曲・編曲）
- 「2ndワンマンライブ」SE（作曲・編曲）
- 恋はタイミング（作詞・作曲・編曲）
- yozora（共作曲・編曲）（作曲は横井香菜と共作）
- キュっと（作曲・編曲）
- 光の先で（作詞・共作曲）（作曲は木村チヒロ♂と共作）
- 夏が嫌いだった（作曲・編曲）

第58回中部音楽祭テーマソング
- Connecting Melody（作曲・編曲）

たかりな
- 歯っ!!（作曲・編曲）

仲沢のあ
- この部屋で（作詞・作曲・編曲）

22/7
- 覚醒（作曲・編曲）
- 打ち上げ花火の拒否権（作曲・編曲）
- 神様だって決められない（作曲・編曲）
- ハレロ（作曲・編曲）
- 僕のホロスコープ（編曲）
- 春雷の頃（作曲・編曲）
- YESとNOの間に（共作曲・編曲）（作曲はSHINと共作）[注 10]

≒JOY
- 無謀人（共作曲・共編曲）（SHINと共作）

NiLUNLOCK
- unFake.（作詞・作曲・編曲）
- MY STORY（作詞・作曲・編曲）
- Champion（共作詞・作曲・編曲）（作詞はSHINと共作）
- regret（作曲・編曲）
- 僕らの空はまだ青い（作詞・作曲・編曲）

Honey Devil
- 僕のレール（作曲・編曲）
- 君を好きになっちゃった（共作曲・共編曲）（SHINと共作）
- あざととらっぷ（作曲・編曲）
- 心恋シンパシー（編曲）
- 32.5℃（作曲・編曲）

Hikaru.
- 真昼の星（編曲）

『ビットワールド』オリジナルミュージカル
- 「桃じろう」「ぎんたろう」テーマ曲（編曲）

Foomin TamolymPic
- 自分メゾン feat.harmonic suite（編曲）

FULIT BOX
- もっともっと！（共作曲・編曲）（作曲はSHINと共作）
- ON THE FLY！（作曲・編曲）

松本璃奈
- オレンジ（作曲・編曲）

未完成のキャラメル
- ハートシャッター（作曲・編曲）
- 未完成のパズル（作曲・編曲）
- 本気かわいい！（作曲・編曲）

miao
- わたしにする？（作詞・作曲・編曲）[注 11] [注 12] [注 13]
- キュートアグレッション（作詞・作曲・編曲）

メ〜テレ
- 「旗を掲げろ」OP曲・ED曲（作曲・編曲）

ラストアイドル
- 僕たちは空を見る（作曲）

Loulouchouchou
- 記憶が邪魔する（作曲・編曲）

ろいどる！
- デジタルスター（作詞・作曲・編曲）

ルナリウム
- 一瞬の光（作詞・作曲・編曲）

## アーティスト活動
WHIMSY
- 月が眠る前に（作曲）